# زیردریایی یو-دی۴
زیردریایی یو-دی۴ (به انگلیسی: German submarine U-D4) یک زیردریایی بود که طول آن ۷۷٫۷ متر (۲۵۴ فوت ۱۱ اینچ) بود. این زیردریایی در سال ۱۹۴۰ ساخته شد.